# Horst Bingel
Horst Bingel (* 6. Oktober 1933 in Korbach; † 14. April 2008 in Frankfurt am Main) war ein deutscher Schriftsteller, Lyriker, Grafiker und Herausgeber.

## Leben
Bingel verbrachte seine Kindheit in Thüringen und im Ruhrgebiet. 1947 zog er nach Hessen. Nach dem Besuch der Hohen Landesschule in Hanau und einer Buchhändlerlehre (1948) studierte er von 1954 bis 1956 Malerei und Bildhauerei an der Staatlichen Zeichenakademie in Hanau.
Von 1956 bis 1957 war er Redakteur des Deutschen Büchermarktes und dann von 1957 bis 1969 Redakteur und später auch Herausgeber der Streit-Zeit-Schrift.
1965 gründete er das Frankfurter Forum für Literatur, „um […] einer breiteren Schicht von Lesern Zugang [zur Literatur] zu ermöglichen.“ Im Zuge dessen wurde er in Frankfurt am Main eine prominente Erscheinung: „Horst Bingel kannte damals jeder, weil er in der Straßenbahn Gedichte vorlas.“ – Der Film Die Koffer des Felix Lumpach wurde nach Texten von Horst Bingel von dem Regisseur Gerd Winkler gedreht und am 13. Oktober 1966 in Berlin mit dem Hauptdarsteller Hanns Dieter Hüsch uraufgeführt.
Bingel gab mehrere Lyrik- und Prosaanthologien heraus. Er war an der Organisation und Veranstaltung zahlreicher internationaler Autorentreffen beteiligt und Mitglied des PEN-Zentrum Deutschland. Für den Verband deutscher Schriftsteller (VS) – heute in ver.di – leitete er 1974 in Frankfurt am Main den VS-Kongress Phantasie und Verantwortung und wurde im selben Jahr zum Bundesvorsitzenden gewählt. 1976 trat er nach heftigen Auseinandersetzungen, in deren Verlauf Dieter Lattmann und Martin Gregor-Dellin ihre Vorstandsämter aufgaben, zurück. Außerdem war er von 1971 bis 1974 und nach der Aufgabe des Bundesvorsitzes von 1977 bis 1978 Vorsitzender des VS-Landesverbands Hessen. 
Von 1983 bis 1985 wurde er zum Stadtschreiber in Offenbach am Main berufen.
Seit 1954 lebte er als freier Schriftsteller in Frankfurt am Main und verstarb dort 2008; er war verheiratet mit Barbara Bingel (* 1953). 

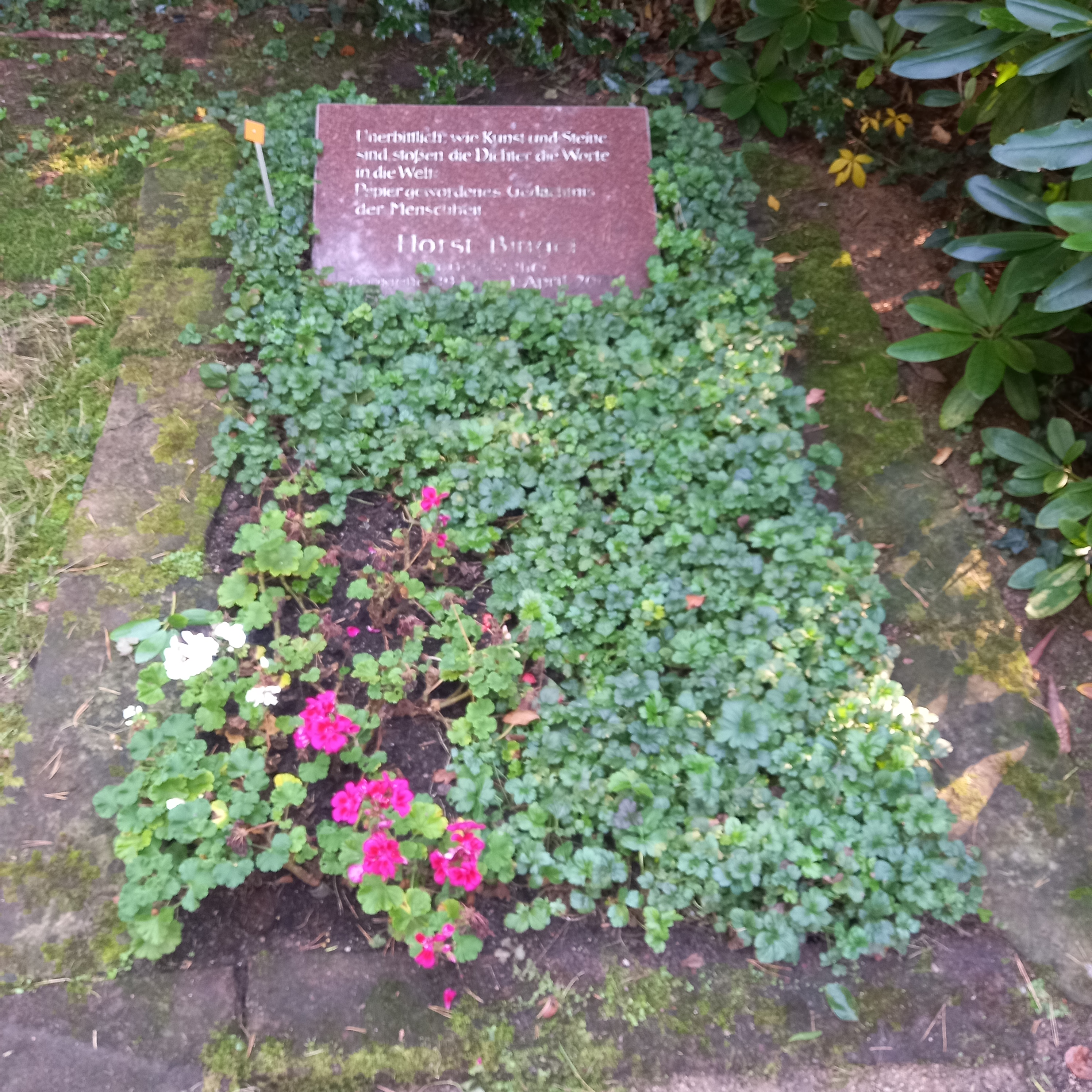
Grabstätte von Horst Bingel (Waldfriedhof Oberrad in Frankfurt am Main)

## Wirken
Horst Bingel verfasste zumeist knappe, saloppe und überraschende Gedichte und Geschichten, die von Witz, Ironie, Pointe und Skurrilität und Vertracktheit geprägt sind. Themen waren die Stadt, die Liebe, die Natur, die Politik, die Gesellschaft und der Tod.
Seine politische Lyrik ähnelte Liedern, die das Groteske und Paradoxe unverschleiert ausdrücken. Der Schriftsteller Karl Krolow bezeichnete seine Gedichte als „auf den Augenblick und für den Augenblick geschrieben“, trotzdem bleibe sein Werk aktuell.
Seine lakonischen Ausführungen waren Kürzel mit der Aufgabe, gegen konventionelle Denkschemata zu rebellieren und das Lesepublikum damit zu desillusionieren.

## Ehrungen und Auszeichnungen
- 1983: Bundesverdienstkreuz am Bande
- 1984: Wilhelm-Leuschner-Medaille des Landes Hessen für sein Lebenswerk
- 2001: Lyrikpreis der Weltbilder Kosmopolitania der Brücke in Saarbrücken

## Werke (Auswahl)
Gedichte
- Kleiner Napoleon. Eremitenpresse, Stierstadt im Taunus, 1956.
- Auf der Ankerwinde zu Gast. Eremitenpresse, Stierstadt, 1960.
- Wir suchen Hitler. Scherz, München, 1965.
- Lied für Zement. Suhrkamp, Frankfurt a. M., 1975, ISBN 3-518-06787-7.
- Den Schnee besteuern. Orte-Verlag, Oberegg, 2009, ISBN 978-3-85830-156-7.
- Stafettenlauf, mit Holzschnitten von Johannes Vennekamp, Nachwort von Guntram Vesper, Corvinus Presse 2011

Erzählungen
- Die Koffer des Felix Lumpach. Insel, Frankfurt, a. M., 1962.
- Herr Sylvester wohnt unter dem Dach. Deutscher Taschenbuchverlag, München, 1967 (dtv 445).

als Herausgeber
- Zeitgedichte: Deutsche politische Lyrik seit 1945. Piper, München, 1963.
- Literarische Messe 1968: Handpressen, Flugblätter, Zeitschriften der Avantgarde. Metopen Verlag, Frankfurt a. M., 1968. Bibliographie, Katalog.
- als Redakteur, danach als Hrsg.: Streit Zeit Schrift, 1956–1969, verschiedene Verlage u. Orte.
  - (als Redakteur, Hrsg. v. V. O. Stomps): Bd. 5, Nr. 1, Gottfried Benn heute. Europäische Verlagsanstalt für die Emeriten-Presse, Frankfurt a. M., 1964.
  - Bd. 6, Nr. 2, Ernst Jünger: Fakten. Heinrich-Heine Verlag, Frankfurt a. M., 1968.
  - Bd. 7, Nr. 1, Pornografie: Dokumente, Analysen, Fotos, Comics. Heinrich-Heine Verlag, Frankfurt a. M., 1969. Das war das letzte Heft der Zeitschrift.
- Phantasie und Verantwortung (Dokumentation, 3. Schriftstellerkongress d. VS i. d. IG Druck u. Papier). Fischer, Frankfurt a. M., 1975, ISBN 3-436-02163-6.

Beiträge
- Mitarbeit an tandem: Ein Buch. Pawel-Pan-Presse, Dreieichenhain, 1975 (Grafiken).

## Film
- 1972: Horst Bingel. Eine Produktion des Saarländischen Rundfunks/Fernsehen (14 Minuten). Buch und Regie: Klaus Peter Dencker